# Telesforo Dumandre
Telesforo Dumandre (n. 1777) fue un escultor español de los siglos XVIII y XIX.

## Biografía
Nació en San Ildefonso en 1777, hijo del también escultor Joaquín Dumandre. Llegó a ser director de escultura del Real Sitio de San Ildefonso. En 1808 se presentó al concurso de premios de la Real Academia de San Fernando, en el que obtuvo el segundo de tercera clase. En 1830 corrieron a su cargo los adornos con que se celebró en La Granja el nacimiento de la reina Isabel II.